# Michele Lega
Michele Lega (né le 1er janvier 1860 à Brisighella en Émilie-Romagne, Italie et mort le 16 décembre 1935 à Rome), est un cardinal italien de l'Église catholique du début du XXe siècle, créé par le pape Pie X.

## Biographie
Après son ordination, Lega est professeur à l'Athénée pontifical de Propaganda Fide et à l'Athénée pontifical de l'Apollinaire. Il exerce diverses fonctions au sein de la Curie romaine, notamment comme doyen de la Rote romaine.
Le pape Pie X le crée cardinal lors du consistoire du 25 mai 1914. Le cardinal Lega est nommé préfet du tribunal suprême de la Signature apostolique en 1914 et préfet de la Congrégation pour la discipline des sacrements en 1920. Avec les cardinaux Benedetto Lorenzelli et Louis Billot, S.J., il est un des trois présidents de l'Université pontificale Saint-Thomas-d'Aquin à Rome.
Le cardinal Giustini participe au conclave de 1914, lors duquel Benoît XV est élu, et au conclave de 1922 (élection de Pie XI).